# Шантал Акерман
Шантал Акерман (фр. Chantal Akerman; Брисел, 6. јун 1950 – Париз, 5. октобар 2015) била је белгијска режисерка и сценаристкиња. Својим филмовима је извршила широки утицај на феминистички и авангардни филм.
Акерман је најпознатија по својим филмовима Ја, ти, он, она (1974), Жин Дилман, 23 Кеј ди Комерс, 1080 Брисел (1975) и Вести од дома (1976). Други од њих је рангиран као најбољи филм свих времена у анкети критичара часописа Sight & Sound за 2022. годину „Највећи филмови свих времена“, што ју је учинило првом женом на врху анкете. И друга два филма су се појавила у истој анкети.

## Биографија
Рођена у јеврејској породици пољских емиграната, Акерман је дебитовала 1968. године краткометражним играним филмом „Разнеси се, мој граде”. Под утицајем Мајкла Сноуа и Ендија Ворхола режирала је свој први дугометражни филм „Хотел Монтереј” (1972). Прославила се филмовима „Ја, ти, он, она” (1974) и „Жана Дилман, Трговачки кеј, 1080 Брисел” (1975) у којима је тематизовала проблеме савремене жене употребљавајући статичну камеру и одбацујући класичну филмску нарацију и монтажне елипсе. Имала је изразито близак однос с мајком, те је тај однос тематизовала у неколико запажених филмова; у остварењу из 1976. године „Вести од куће” искористила је писма своје мајке о свакодневним породичним догађајима као звучни запис филма, док је у свом последњем филму „Није кућни филм” (2015) истраживала тему метемпсихозе као одговор на мајчину смрт. Позната је и по филму „Заточеница” (2000), осавремењеној адаптацији петог тома Прустовог романа „У трагању за ишчезлим временом”.
Њене филмове одликује штурост језика, недостатак метафора, композиција у серији испрекиданих јединица и тежња за исказивање новог интензитета слабим вокабуларом. Одбацивши доминатни интерес филма за причом и под утицајем структурализма и постструктурализма, тежила је да изазове телесни осећај код гледаоца о протоку времена. Подстичући гледаоце на стрпљење за спорији темпо, њени филмови наглашавају хуманост свакодневног. На тај начин, Акерман је створила упечатљиве филмове чекања, пролазности и одлагања доношења одлука. Иако се сматра једном од најутицајнијих ауторки феминистичког филма, сама Акерман је правила отклон до етиката које су наметали њени идентитети, те је позната њена изјава: „Када ме људи питају јесам ли феминистичка режисерка, одговарам им да сам жена и да правим филмове”.

## Филмографија
| година | оригинални назив                                               | трајање    | напомена                                                                       | превод                                  |
| ------ | -------------------------------------------------------------- | ---------- | ------------------------------------------------------------------------------ | --------------------------------------- |
| 1968   | Saute ma Ville                                                 | 13 минута  |                                                                                | Разнеси се, мој граде                   |
| 1971   | L'enfant aimé ou Je joue à être une femme mariée               | 35 минута  |                                                                                |                                         |
| 1972   | La Chambre 1                                                   | 11 минута  | Акерман је радила и монтажу                                                    | Соба 1                                  |
| 1972   | La Chambre 2                                                   | 11 минута  | Акерман је радила и монтажу                                                    | Соба 2                                  |
| 1972   | Hotel Monterey                                                 | 62 минута  |                                                                                |                                         |
| 1973   | Le 15/8                                                        | 42 минута  | режирала заједно са Семи Шлингербаум Акерман је радила и монтажу и фотографију |                                         |
| 1973   | Hanging Out Yonkers                                            | 90 минута  | незавршен                                                                      |                                         |
| 1974   | Je Tu Il Elle                                                  | 90 минута  |                                                                                | Ја, ти, он, она                         |
| 1975   | Jeanne Dielman, 23 Quai du Commerce, 1080 Bruxelles            | 201 минута |                                                                                | Жана Дилман, Трговачки кеј, 1080 Брисел |
| 1976   | News from Home                                                 | 85 минута  |                                                                                | Вести од куће                           |
| 1978   | Les Rendez-vous d'Anna                                         | 127 минута |                                                                                | Анини састанци                          |
| 1980   | Dis-moi                                                        | 127 минута |                                                                                | Кажи ми                                 |
| 1982   | Toute une nuit                                                 | 89 минута  |                                                                                |                                         |
| 1983   | Les Années 80                                                  | 82 минута  |                                                                                | Осамдесете                              |
| 1983   | Un jour Pina à demandé                                         | 57 минута  |                                                                                | Једног дана Пина ме је питала           |
| 1983   | L'homme à la valise                                            | 60 минута  |                                                                                |                                         |
| 1984   | J'ai faim, j'ai froid                                          | 12 минута  | сегмент за Paris vu par, 20 ans après                                          | Гладан сам, хладно ми је                |
| 1984   | New York, New York bis                                         | 8 минута   | изгубљен                                                                       |                                         |
| 1984   | Lettre d'un cinéaste                                           | 8 минута   |                                                                                |                                         |
| 1986   | Golden Eighties                                                | 96 минута  |                                                                                |                                         |
| 1986   | La paresse                                                     | 14 минута  | сегмент за Seven Women, Seven Sins                                             |                                         |
| 1986   | Le marteau                                                     | 4 минута   |                                                                                |                                         |
| 1986   | Letters Home                                                   | 104 минута |                                                                                |                                         |
| 1986   | Mallet-Stevens                                                 | 7 минута   |                                                                                |                                         |
| 1989   | American Stories, Food, Family and Philosophy                  | 92 минута  |                                                                                | Америчка историја                       |
| 1989   | Les trois dernières sonates de Franz Schubert                  | 49 минута  |                                                                                |                                         |
| 1989   | Trois strophes sur le nom de Sacher                            | 12 минута  |                                                                                |                                         |
| 1991   | Nuit et jour                                                   | 90 минута  |                                                                                | Ноћ и дан                               |
| 1992   | Le déménagement                                                | 42 минута  |                                                                                |                                         |
| 1992   | Contre l'oubli                                                 | 110 минута | Акерман је режирала један краћи сегмент                                        |                                         |
| 1993   | D'Est                                                          | 107 минута |                                                                                |                                         |
| 1993   | Portrait d'une jeune fille de la fin des années 60 à Bruxelles | 60 минута  |                                                                                |                                         |
| 1996   | Un divan à New York                                            | 108 минута |                                                                                |                                         |
| 1997   | Chantal Akerman par Chantal Akerman                            | 64 минута  |                                                                                |                                         |
| 1999   | Sud                                                            | 71 минута  |                                                                                |                                         |
| 2000   | La Captive                                                     | 118 минута |                                                                                | Заточеница                              |
| 2002   | De l'autre côté                                                | 103 минута |                                                                                |                                         |
| 2004   | Demain on déménage                                             | 110 минута |                                                                                |                                         |
| 2006   | Là-bas                                                         | 78 минута  | Акерман је радила и фотографију                                                |                                         |
| 2007   | Tombée de nuit sur Shanghaï                                    | 60 минута  | Сегмент за O Estado do Mundo                                                   |                                         |
| 2011   | Almayer's Folly                                                | 127 минута |                                                                                |                                         |
| 2015   | No Home Movie                                                  | 115 минута | Акерман је радила и фотографију                                                | Није кућни филм                         |